# Wang Šou-tao
Wang Šou-tao (čínsky pchin-jinem Wáng Shǒudào, znaky 王首道; 13. dubna 1906 – 13. září 1996) byl čínský komunistický revolucionář a politik, účastník Dlouhého pochodu. V Čínské lidové republice zastával různé funkce na provinční úrovni, v letech 1958–1964 byl ministrem dopravy.

## Život
Jeho vlastní jméno bylo Wang Fang-lin (王芳林), pocházel z okresu Liou-jang (v prefektuře Čchang-ša v provincii Chu-nan).
Roku 1925 vstoupil do Komunistické strany Číny. Působil v centrální sovětské oblasti v Ťiang-si, roku 1933 byl během kampaně proti linii Luo Minga odvolán z pozice tajemníka oblasti Chu-nan–Ťiang-si, Mao Ce-tung (se kterým se znal od roku 1919) ho však přijal mezi své pomocníky, kteří mu pomáhali při šetřeních v rámci revize pozemkové reformy. Na Dlouhém pochodu vedl politické oddělení 9. sboru Rudé armády. Poté ho Mao Ce-tung prosadil do významnějších funkcí: jako generální sekretář vedl kancelář sekretariátu/stálého výboru politbyra (prosinec 1935 – srpen 1937), současně řídil jednotky bezpečnosti (Správu politické bezpečnosti, od října 1935).
VII. sjezd KS Číny roku 1945 ho zvolil kandidátem ÚV, několik dní před VIII. sjezdem (1956) ho ústřední výbor převedl mezi členy. Znovuzvolen byl i na VIII., IX., X. a XI. sjezdu. V ÚV tudíž setrval do XII. sjezdu (1982), poté pracoval v ústřední poradní komisi jako člen jejího stálého výboru (1982–1992).
Po vzniku Čínské lidové republiky byl v letech 1950–1952 guvernérem provincie Chu-nan a v letech 1958–1964 ministrem dopravy. Koncem 70. vedl politické poradní shromáždění v provincii Kuang-tung (1977–1979) a byl zvolen i místopředsedou celostátního výboru Čínského lidového politického poradního shromáždění (1978–1983).
Zemřel v Pekingu 13. září 1996.